# Pseudopanurgus nebrascensis
Pseudopanurgus nebrascensis là một loài Hymenoptera trong họ Andrenidae. Loài này được Crawford mô tả khoa học năm 1903.